# RuPaul's Drag Race Down Under (seconda edizione)
La seconda edizione di RuPaul's Drag Race Down Under è andata in onda in Australia e Nuova Zelanda dal 30 luglio al 17 settembre 2022 sulla piattaforma streaming australiana Stan e sull'emittente televisiva neozelandese TVNZ OnDemand.
Il 7 maggio 2022 sono state annunciate le dieci concorrenti, provenienti da tutta l'Australia e Nuova Zelanda, per essere incoronate la prossima Down Under's Next Drag Superstar.
Spankie Jackzon, vincitrice dell'edizione, ha guadagnato come premio 50000 A$, una fornitura di cosmetici della Anastasia Beverly Hills cosmetics e una corona di Fierce Drag Jewels.
Hannah Conda prenderà parte alla seconda edizione di RuPaul's Drag Race: UK vs the World.

## Concorrenti
Le dieci concorrenti che prendono parte al reality show sono:
| Concorrente     | Vero nome              | Età | Città                            | Posizionamento |
| --------------- | ---------------------- | --- | -------------------------------- | -------------- |
| Spankie Jackzon | Blair Macbeth          | 37  | Palmerston North – Nuova Zelanda | Vincitrice     |
| Hannah Conda    | Chris Collins          | 30  | Sydney – Australia               | Finaliste      |
| Kween Kong      | Thomas Charles Fonua   | 29  | Adelaide – Australia             | Finaliste      |
| Molly Poppinz   | Ricky Eldridge         | 30  | Newcastle – Australia            | 4º posto       |
| Beverly Kills   | Reece Jackson Perry    | 21  | Brisbane – Australia             | 5º posto       |
| Yuri Guaii      | Eliot Ireland          | 25  | Auckland – Nuova Zelanda         | 6º posto       |
| Minnie Cooper   | Aaron Farley           | 50  | Sydney – Australia               | 7º posto       |
| Pomara Fifth    | Brad Kennedy           | 28  | Sydney – Australia               | 8º posto       |
| Aubrey Haive    | Bailey Cameron Dunnage | 25  | Timaru – Nuova Zelanda           | 9º posto       |
| Faúx Fúr        |                        | 27  | Sydney – Australia               | 10º posto      |

## Tabella eliminazioni
| Ordine | Episodi | Episodi | Episodi | Episodi | Episodi | Episodi | Episodi | Episodi         |
| Ordine | 1       | 2       | 3       | 4       | 5       | 6       | 7       | 8               |
| ------ | ------- | ------- | ------- | ------- | ------- | ------- | ------- | --------------- |
| 1      | Molly   | Spankie | Spankie | Hannah  | Hannah  | Hannah  | Kween   | Spankie Jackzon |
| 2      | Hannah  | Hannah  | Yuri    | Spankie | Kween   | Spankie | Spankie | Hannah Conda    |
| 3      | Yuri    | Minnie  | Hannah  | Yuri    | Spankie | Molly   | Hannah  | Kween Kong      |
| 4      | Beverly | Molly   | Molly   | Kween   | Beverly | Kween   | Molly   |                 |
| 5      | Minnie  | Beverly | Kween   | Molly   | Molly   | Beverly |         |                 |
| 6      | Aubrey  | Pomara  | Minnie  | Beverly | Yuri    |         |         |                 |
| 7      | Pomara  | Yuri    | Beverly | Minnie  |         |         |         |                 |
| 8      | Kween   | Kween   | Pomara  |         |         |         |         |                 |
| 9      | Spankie | Aubrey  |         |         |         |         |         |                 |
| 10     | Faúx    |         |         |         |         |         |         |                 |

Legenda:
     La concorrente ha vinto la gara
     La concorrente è arrivata in finale ma non ha vinto la gara
     La concorrente è arrivata in finale, ma è stata eliminata
     La concorrente ha vinto la puntata
     La concorrente figura tra i primi ma non ha vinto la puntata
     La concorrente è salva ed accede alla puntata successiva (l'ordine di chiamata è casuale)
     La concorrente figura tra gli ultimi ma non ed è a rischio eliminazione
     La concorrente figura tra gli ultimi 2 ed è a rischio eliminazione
     La concorrente è stata eliminata

## Giudici
- RuPaul
- Michelle Visage
- Rhys Nicholson

### Giudici ospiti
- Lucy Lawless
- Urzila Carson

## Special Guest
- Bindi Irwin
- Robert Irwin
- Chris Parker
- Raven
- Sophie Monk
- Samantha Harris
- Suzanne Pual
- Murray Bartlett
- Norvina
- Delta Goodrem
- Elektra Shock
- Kita Mean

## Riassunto episodi

### Episodio 1 –Grand Opening
Il primo episodio della seconda edizione oceanica si apre con le concorrenti che entrano nell'atelier. La prima a entrare è Hannah Conda, l'ultima è Kween Kong. RuPaul fa il suo ingresso annunciando l'inizio di una nuova edizione e dando il benvenuto alle concorrenti.
- La mini sfida: le concorrenti prendono parte ad un servizio fotografico a tema "sausage sizzle", ovvero un panino con salsiccia grigliata. La vincitrice della mini sfida è Minnie Cooper.
- La sfida principale: le concorrenti devono realizzare un outfit d'alta moda utilizzando esclusivamente dei materiali organici oppure materiali riciclabili. Avendo vinto la mini sfida, Minnie ha avuto la possibilità di assegnare i materiali alle singole concorrenti. Durante la creazione degli outfit ci furono alcuni problemi, ad esempio Faúx ha avuto difficoltà a realizzare il suo look a causa della sua inesperienza con il cucito, mentre i materiali scelti da Spankie non sono sufficienti per realizzare l'outfit nella maniera originariamente pianificata.

Il tema della sfilata è Down Under, Naturally, dove le concorrenti devono presentare l'outfit appena creato. RuPaul dichiara Beverly, Minnie, Aubrey e Pomara salve, e lascia le altre concorrenti sul palco per le critiche. Spankie Jackzon e Faúx Fúr sono le peggiori, mentre Molly Poppinz è la migliore della puntata.
- L'eliminazione: Spankie Jackzon e Faúx Fúr vengono chiamate ad esibirsi con la canzone Get Outta My Way di Kylie Minogue. Spankie Jackzon si salva, mentre Faúx Fúr viene eliminata dalla competizione.

### Episodio 2 –Cagey Queens
Il secondo episodio si apre con le concorrenti che rientrano nell'atelier dopo l'eliminazione di Faúx, con Spankie disposta a tutto di dimostrare ai giudici il suo talento. Intanto le concorrenti si complimentano con Molly per la prima vittoria dell'edizione.
- La mini sfida: la vincitrice della puntata precedente, Molly Poppinz, viene chiamata ad assegnare alle concorrenti avversarie le seguenti categorie nel concorso di "bellezza" All Tea No Shade. Le concorrenti "premiate" sono state Beverly Kills, Kween Kong, Spankie Jackzon e Yuri Guaii.
- La sfida principale: le concorrenti, divise in due gruppi, devono recitare nella serie tv Caged Queens, parodia della serie tv Orange Is the New Black. Le concorrenti "premiate" durante la sfida precedente, faranno parte del team di Molly, mentre le restanti concorrenti faranno parte del secondo team. Durante l'assegnazione dei copioni molte concorrenti hanno delle preferenze sui vari ruoli da fare. Dopo l'assegnazione dei copioni, le concorrenti raggiungono Michelle Visage e Rhys Nicholson che aiuteranno a produrre il film nel ruolo di registra.

Giudice ospite della puntata è Lucy Lawless. Il tema della sfilata è Fly Girls: Insects on the Runway, dove le concorrenti devono sfoggiare un abito ispirato ad un insetto. RuPaul dichiara Molly, Beverly e Pomara salve, e lascia le altre concorrenti sul palco per le critiche. Kween Kong e Aubrey Haive sono le peggiori, mentre Spankie Jackzon è la migliore della puntata.
- L'eliminazione: Kween Kong e Aubrey Haive vengono chiamate ad esibirsi con la canzone I Touch Myself dei Divinyls. Kween Kong si salva, mentre Aubrey Haive viene eliminata dalla competizione.

### Episodio 3 –Bottomless Brunch
Il terzo episodio si apre con le concorrenti che rientrano nell'atelier dopo l'eliminazione di Aubrey, con Kween preoccupata del suo percorso dal momento che è la seconda volta che risulta tra le peggiori della settimana. Intanto Spankie è al settimo cielo per aver vinto la sua prima sfida dopo aver rischiato l'eliminazione durante la settimana precedente.
- La mini sfida: le concorrenti, prendono parte ad un gioco di cultura generale sui lavori e mestieri, dove devono indovinare quale mansione svolgono i membri della Pit Crew attraverso gli attrezzi nascosti negli slip. La vincitrice della mini sfida è Molly Poppinz.
- La sfida principale: le concorrenti, divise in coppie, devono esibirsi in un numero di stand-up comedy dove devono prendere in giro in maniera scherzosa i giudici e le concorrenti. Avendo vinto la mini sfida, Molly ha la possibilità di comporre le coppie per la sfida che sono: Molly e Hannah, Beverly e Pomara, Kween e Minnie Cooper ed, infine, Spankie e Yuri. Una volta scritte le battute, ogni coppia raggiunge il palco principale dove ricevono consigli da Michelle Visage e Urzila Carson. Durante i preparativi della sfida, Yuri ha dovuto temporaneamente abbandonare l'atelier a causa di un'infezione all'occhio.

Giudice ospite della puntata è Urzila Carson. Il tema della sfilata è Red For Filth, dove le concorrenti devono sfoggiare un abito completamente rosso. Dopo la sfilata e le critiche dei giudici, RuPaul dichiara che Beverly Kills e Pomara Fifth sono le peggiori, mentre Spankie Jackzon e Yuri Guaii sono le migliori della puntata.
- L'eliminazione: Beverly Kills e Pomara Fifth vengono chiamate ad esibirsi con la canzone Starstruck di Years & Years e Kylie Minogue. Beverly Kills si salva, mentre Pomara Fifth viene eliminata dalla competizione.

### Episodio 4 –Snatch Game
Il quarto episodio si apre con le concorrenti che rientrano nell'atelier dopo l'eliminazione di Pomara, con Beverly disposta a tutto per dimostrare ai giudici tutte le sue qualità. Intanto le concorrenti iniziano a temere Spankie come concorrente, dal momento che ha vinto due delle tre sfide svolte durante l'edizione.
- La sfida principale: le concorrenti prendono parte alla sfida più attesa in ogni edizione dello show, lo Snatch Game. Raven e Rhys Nicholson sono i concorrenti del gioco. Le concorrenti devono scegliere una celebrità e impersonarla per l'intero gioco, con lo scopo di essere il più divertenti possibili. RuPaul ritorna nell'atelier per vedere quali personaggi sono stati scelti, inoltre, aiuta le concorrenti con vari consigli per dare il meglio nel gioco. Le celebrità scelte dalle concorrenti sono state:

| Concorrente     | Celebrità impersonata |
| --------------- | --------------------- |
| Beverly Kills   | Val Garland           |
| Hannah Conda    | Liza Minnelli         |
| Kween Kong      | NeNe Leakes           |
| Minnie Cooper   | Ellen DeGeneres       |
| Molly Poppinz   | Orville Peck          |
| Spankie Jackzon | Barry Humphries       |
| Yuri Guaii      | Courtney Love         |

Il tema della sfilata è Cirque du So-Gay, dove le concorrenti devono sfoggiare un abito ispirato al circo. Dopo la sfilata e le critiche dei giudici, RuPaul dichiara Minnie Cooper e Beverly Kills le peggiori, mentre Hannah Conda è la migliore della puntata.
- L'eliminazione: Minnie Cooper e Beverly Kills vengono chiamate ad esibirsi con la canzone Dance in the Dark di Lady Gaga. Beverly Kills si salva, mentre Minnie Cooper viene eliminata dalla competizione.

### Episodio 5 –Bosom Buddies
Il quinto episodio si apre con le concorrenti che rientrano nell'atelier dopo l'eliminazione di Minnie, con Hannah al settimo cielo per aver vinto la sfida a cui ambiva di più. Inoltre si discute di come Beverly e Kween siano le uniche concorrenti rimaste in gara a non aver ottenuto ancora una vittoria.
- La mini sfida: le concorrenti devono "leggersi" a vicenda, ovvero dirsi qualcosa di cattivo l'un l'altra in modo scherzoso. La vincitrice della mini sfida è Kween Kong.
- La sfida principale: le concorrenti, divise in due gruppi, devono scrivere, produrre e coreografare un numero da girl group. Il primo gruppo è composto da Beverly, Yuri e Molly, mentre il secondo è formato da Spankie, Kween e Hannah. Una volta scritto il pezzo, ogni gruppo va nella sala registrazione, dove Michelle Visage offre loro consigli e aiuto per la registrazione del pezzo. Durante le registrazioni delle tracce Beverly e Yuri hanno avuto dei problemi nel rendere le loro strofe accattivanti mentre Spankie e Kween hanno ricevuto complimenti per le loro armonie. Successivamente ogni gruppo raggiunge il palco principale per organizzare la coreografia, il gruppo di Beverly ha avuto problemi sull'organizzazione della coreografia, mentre il gruppo di Kween è molto preparato per l'esibizione.

| Concorrenti     | Nome girl group | Brano della performance                |
| --------------- | --------------- | -------------------------------------- |
| Hannah Conda    | BAB'Z           | "Bosom Buddies" (BAB'Z Remix)          |
| Kween Kong      | BAB'Z           | "Bosom Buddies" (BAB'Z Remix)          |
| Spankie Jackzon | BAB'Z           | "Bosom Buddies" (BAB'Z Remix)          |
| Beverly Kills   | The Hung Divas  | "Bosom Buddies" (The Hung Divas Remix) |
| Molly Poppinz   | The Hung Divas  | "Bosom Buddies" (The Hung Divas Remix) |
| Yuri Guaii      | The Hung Divas  | "Bosom Buddies" (The Hung Divas Remix) |

Il tema della sfilata è Belts, Buckles and Chains, dove le concorrenti devono sfoggiare un abito con delle cinture oppure catene. Dopo la sfilata e le critiche dei giudici, RuPaul dichiara che il team composto da Hannah Konda, Spankie Jackzon e Kween Kong è il migliore della puntata, mentre Yuri Guaii e Molly Poppinz sono le peggiori.
- L'eliminazione: Yuri Guaii e Molly Poppinz vengono chiamate ad esibirsi con la canzone Chains (S&M Remix) di Tina Arena. Molly Poppinz si salva, mentre Yuri Guaii viene eliminata dalla competizione.

### Episodio 6 –Hometown Hunnies
Il sesto episodio si apre con le concorrenti che rientrano nell'atelier dopo l'eliminazione di Yuri, tutte tristi per l'uscita di una loro cara amica. Il giorno successivo nell'atelier, le concorrenti discutono riguardo alcuni attriti avvenuti durante la puntata precedente.
- La sfida principale: le concorrenti devono ideare, realizzare e produrre uno spot commerciale per promuovere la propria città natale. Poco dopo, le concorrenti ricevono un video-messaggio da Samantha Harris, dove spende tempo con le concorrenti dando loro consigli su come ideare e realizzare una pubblicità divertente. Successivamente le concorrenti raggiungono Michelle Visage e Suzanne Paul che aiuteranno a produrre gli spot nel ruolo di registe. Durante la registrazione degli spot, Kween, Molly e Beverly hanno avuto dei problemi con l'organizzazione generale, mentre Spankie e Hannah hanno ricevuto complimenti per la loro creatività e per il loro fare comico.

| Concorrente     | Città natale                        |
| --------------- | ----------------------------------- |
| Beverly Kills   | Gold Coast, Queensland              |
| Hannah Conda    | Perth, Australia Occidentale        |
| Kween Kong      | Māngere, Auckland                   |
| Molly Poppinz   | Newcastle, Nuovo Galles del Sud     |
| Spankie Jackzon | Palmerston North, Manawatu-Wanganui |

Il tema della sfilata è Swimsuit Edition, dove le concorrenti devono sfoggiare un costume da bagno. Durante i giudizi viene chiesto alle concorrenti, chi secondo loro merita di essere eliminata. Dopo la sfilata e le critiche dei giudici, RuPaul dichiara Kween Kong e Beverly Kills le peggiori, mentre Hannah Conda è la migliore della puntata.
- L'eliminazione: Kween Kong e Beverly Kills vengono chiamate ad esibirsi con la canzone The Beginning di RuPaul. Kween Kong si salva, mentre Beverly Kills viene eliminata dalla competizione.

### Episodio 7 –Drag Family Makeover
Il settimo episodio si apre con le concorrenti che rientrano nell'atelier dopo l'eliminazione di Beverly, con le concorrenti discutono su chi sarà la prossima eliminata prima della proclamazione delle finaliste. Il giorno successivo le concorrenti ricevono un messaggio d'incoraggiamento da parte di Murray Bartlett.
- La sfida principale: le concorrenti devono truccare e preparare un'intera famiglia di uomini, con l'obiettivo di trasformarli nei membri delle loro rispettive famiglie drag. Per decidere gli accoppiamenti, le concorrenti prendono parte ad un mini torneo di Sasso-Carta-Forbice. Durante la preparazione, le concorrenti e i familiari si confrontano tra loro su diverse questioni, come ad esempio come i familiari ha avuto difficoltà essere accettati dalla propria famiglia per il loro orientamento sessuale e come le concorrenti devono costantemente dare il massimo per essere accettate nella società.

| Concorrente     | Familiare (Nome Reale) | Familiare (Nome in Drag) |
| --------------- | ---------------------- | ------------------------ |
| Hannah Conda    | Tony                   | Helle Gator              |
| Molly Poppinz   | Keelan                 | Kandy Flippinz           |
| Kween Kong      | Tyler                  | Sister Kong              |
| Spankie Jackzon | Paul                   | Flash Jackzon            |

Il tema della puntata è Opposites Attract, dove le concorrenti e i familiari devono sfoggiare due abiti differenti, che rappresentino uno l'opposto dell'altro. Dopo la sfilata e le critiche dei giudici, RuPaul dichiara Molly Poppinz e Hannah Conda le peggiori della puntata, mentre Kween Kong è la migliore della puntata ed accede alla finale, Spankie Jackzon si salva ed accede alla finale.
- L'eliminazione: Molly Poppinz e Hannah Conda vengono chiamate a esibirsi con la canzone Heartbreak In This City degli Steps e Michelle Visage. Hannah Conda si salva e accede alla finale mentre Molly Poppinz viene eliminata dalla competizione.

### Episodio 8 -Grand Finale
L'ottavo ed ultimo episodio di quest'edizione si apre con le concorrenti che ritornano nell'atelier dopo l'eliminazione di Molly, dove si discute su chi riuscirà a vincere quest'edizione e su chi sarà la prossima Drag Superstar oceanica.
Per l'ultima prova, prima di incoronare la vincitrice di quest'edizione, le concorrenti devono comporre un pezzo, cantare ed esibirsi sulla canzone di RuPaul, Who Is She e poi dovranno prendere parte ad un podcast con RuPaul e Michelle Visage.
Per la coreografia, le concorrenti hanno come istruttore Elektra Shock, concorrente della prima edizione. Durante la prova per la coreografia, Spankie ha avuto dei problemi con i passi della coreografia di gruppo, mentre Hannah ha avuto problemi con la coreografia da solista. Nel frattempo una ad una le concorrenti prendono parte al podcast, dove RuPaul e Michelle Visage fanno domande sulla loro esperienza in questa edizione di RuPaul's Drag Race Down Under.
I giudici della puntata sono: RuPaul, Michelle Visage e Rhys Nicholson. Il tema della sfilata è Grand Finale Eleganza Extravaganza, dove le concorrenti devono sfilare con il loro abito migliore.
Durante i giudizi, RuPaul chiede ad ogni concorrente il motivo per cui debba essere scelta proprio lei come vincitrice. Dopo le critiche, RuPaul comunica che tutte le finaliste hanno rubato la scena e che si affronteranno insieme per la sfida finale. Hannah Conda, Kween Kong e Spankie Jackzon si esibiscono in playback sulla canzone Wow di Kylie Minogue. Dopo l'esibizione, RuPaul dichiara Spankie Jackzon vincitrice della seconda edizione di RuPaul's Drag Race Down Under.